# Valeria Vegas
Valeria Vegas (València, 8 d'agost de 1985), pseudònim de Valeria Martínez Zaragoza, és una periodista, realitzadora audiovisual, assagista, escriptora, col·laboradora i productora valenciana.
Destaca per les seves obres sobre temàtica trans, col·lectiu al qual pertany, amb publicacions com la biografia ¡Digo! Ni puta ni santa. Las memorias de La Veneno, que va servir de base per a la sèrie d'Atresmedia Veneno.

## Trajectòria televisiva
| Any       | Programa             | Canal               | Notes                   |
| --------- | -------------------- | ------------------- | ----------------------- |
| 2016      | El legado de...      | Canal Sur           | Col·laboradora          |
| 2016      | Deluxe               | Telecinco           | Convidada               |
| 2019      | La noche de Cremades | Canal Sur Radio     | Col·laboradora          |
| 2019-2020 | Un año de tu vida    | Canal Sur           | Col·laboradora          |
| 2020      | Veneno               | Atresplayer Premium | Guionista i paper menor |
| 2020      | A vivir Madrid       | Cadena SER          | Col·laboradora          |
| 2020      | Hormigas blancas     | Telecinco           | Col·laboradora          |
| 2020      | À Punt Directe       | À Punt              | Convidada               |
| 2020      | Ellas                | Atresplayer Premium | Ella mateixa            |

## Obra literària
- 2015 – Grandes actrices del cine español. Editorial Ocho y Medio
- 2016 – ¡Digo! Ni puta ni santa. Las memorias de La Veneno. Autoedición. ISBN 9788460883562[1]
- 2019 – Vestidas de azul. Análisis social y cinematográfico de la mujer transexual en los años de la Transición española. Editorial Dos Bigotes. ISBN 9788494967412[2][3]
- 2020 – Libérate. Editorial Dos Bigotes. ISBN 9788412142884[4]